# Revista Magazin
Revista Magazin este o revistă de popularizare a științei din România.
Revista Magazin se află la poziția 19355 în Catalogul Publicațiilor. Sunt publicate articole grupate în mai multe domenii: Spectacolul cunoașterii, Istorii uitate, Paranormal, Femina club, Starea de veghe, Terra X, Minuni ale lumii, Astăzi în istorie etc. De-a lungul anilor, la pagina 10 au fost publicate povestiri SF și policier.